# Desisa dispersa
Desisa dispersa är en skalbaggsart som beskrevs av Maurice Pic 1944. Desisa dispersa ingår i släktet Desisa och familjen långhorningar. Inga underarter finns listade i Catalogue of Life.